# Parc marin national de Tarutao
Le parc marin national de Tarutao (en thaï : อุทยานแห่งชาติทางทะเลตะรุเตา) est un parc national thaïlandais. Il englobe 51 îles de la mer d'Andaman au large de la province de Satun dans le sud du pays. Sa superficie est  de 1 490 km2 :  84 % de mer (1 252 km2) et 16 % de terre (238 km2 d'îles et îlots).
L'île de Tarutao se trouve à seulement 4,8 km de la grande île de Malaisie Langkawi.

## Les îles principales

La grosse île au milieu de la carte est l'île de ko Tarutao et les deux îles moyennes dans le coin gauche sont ko Rawi (à gauche) et ko Adang (à droite)

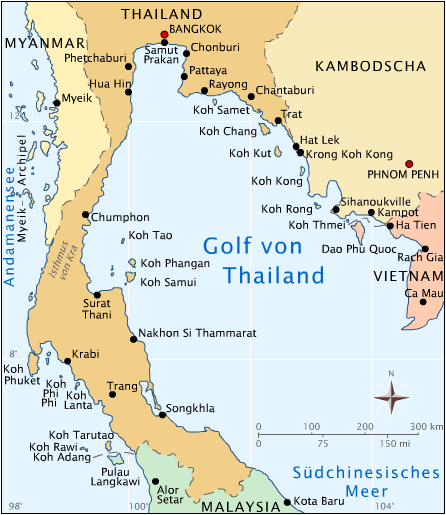
ko Tarutao, ko Adang, ko Rawi et les principales îles thaïlandaises de la mer d'Andaman et du golfe de Thaïlande

ko Tarutao (เกาะตะรุเตา) est la plus grosse des îles du parc national marin. Elle est située à environ 30 km du continent. Elle est longue de 26 km du Sud au Nord et large de 11 km d'Est en Ouest. Sa superficie est de 151 km2 . Cette île est traversée du Sud au Nord par une chaîne de montagnes calcaires culminant à 708 m d'altitude. Il y a de nombreuses grottes, des gouffres et des dolines karstiques. La côte Est est constituée de falaises calcaires et de criques ; la côte Ouest a de longues plages de sable alternées de marais, de mangroves et de collines boisées. La forêt recouvre 60-70 % de l'île.

Des légendes racontent que jadis Tarutao servait d'abri aux pirates de la mer d'Andanan ; et, de 1939 à 1947, l'île est utilisée comme bagne pour des prisonniers politiques et des criminels,. Ce pénitencier est isolé en pleine mer comme celui de l'île de Ko Tao (et aussi celui de l'île du diable en Guyane française...) : les évasions sont donc quasi-impossibles.

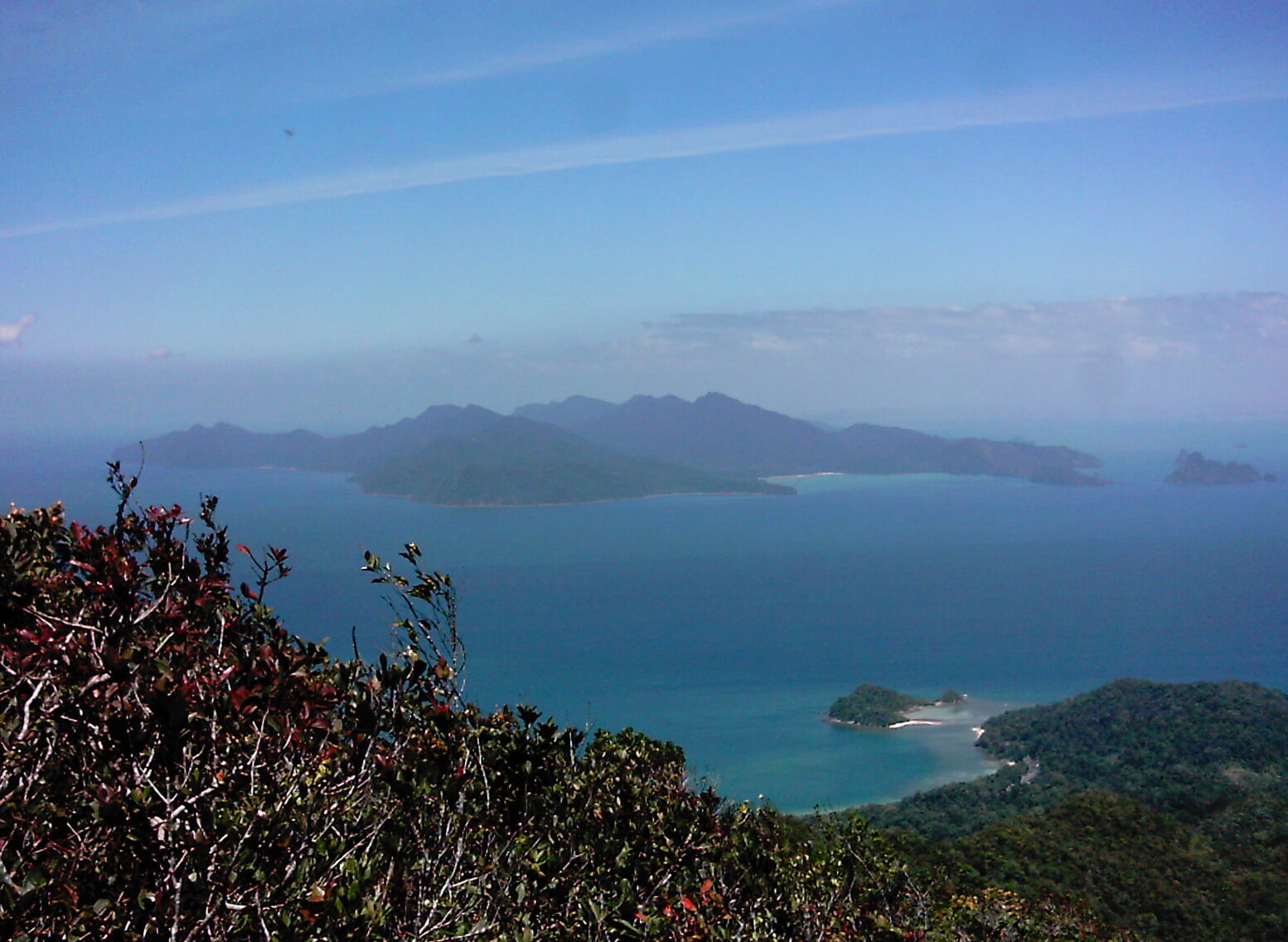
Depuis le sommet de l'île malaisienne de Langkawi (890 m), on voit dans la brume l'île vierge de Tarutao.
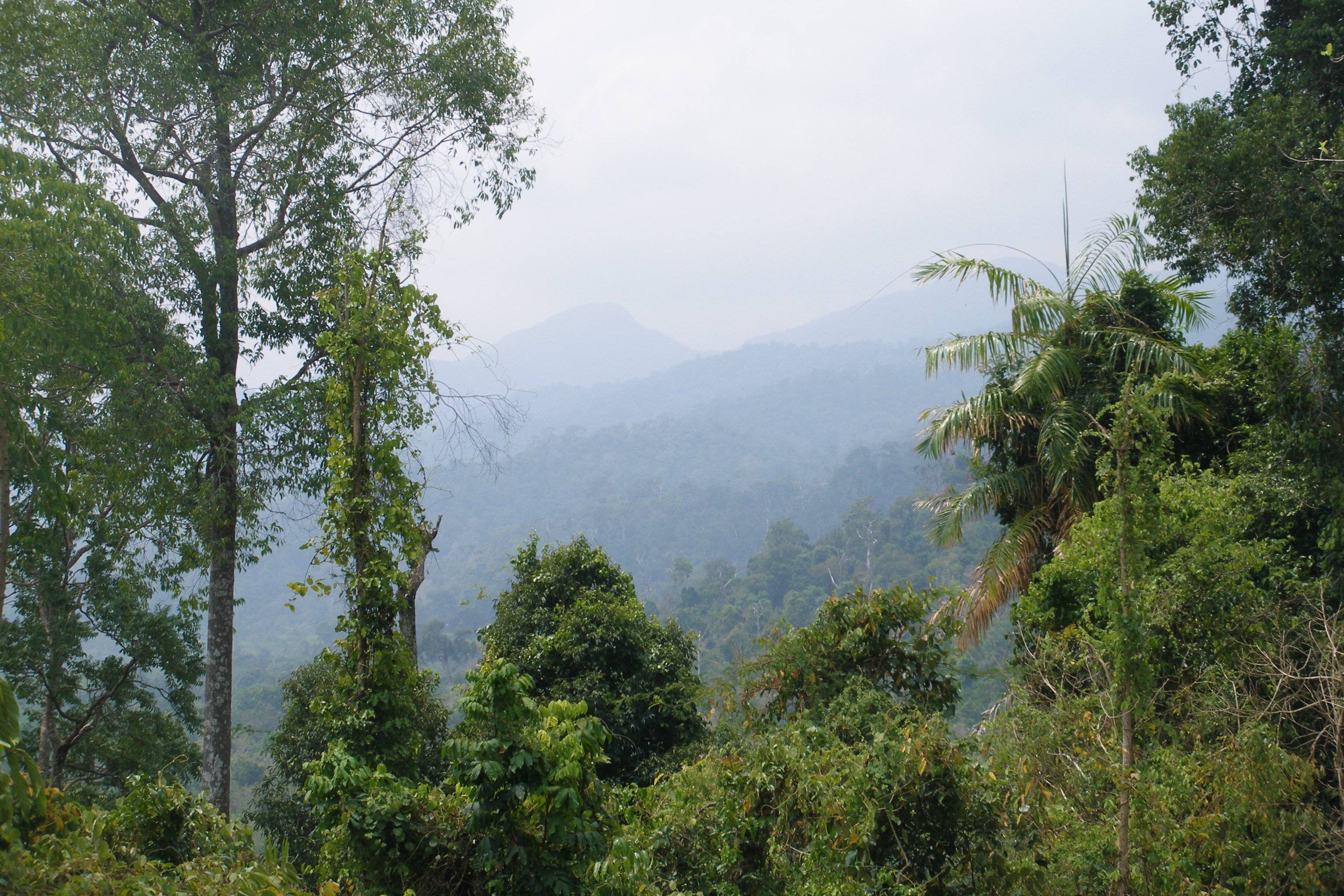
Forêt tropicale humide dense dans les montagnes de l'île de Tarutao.
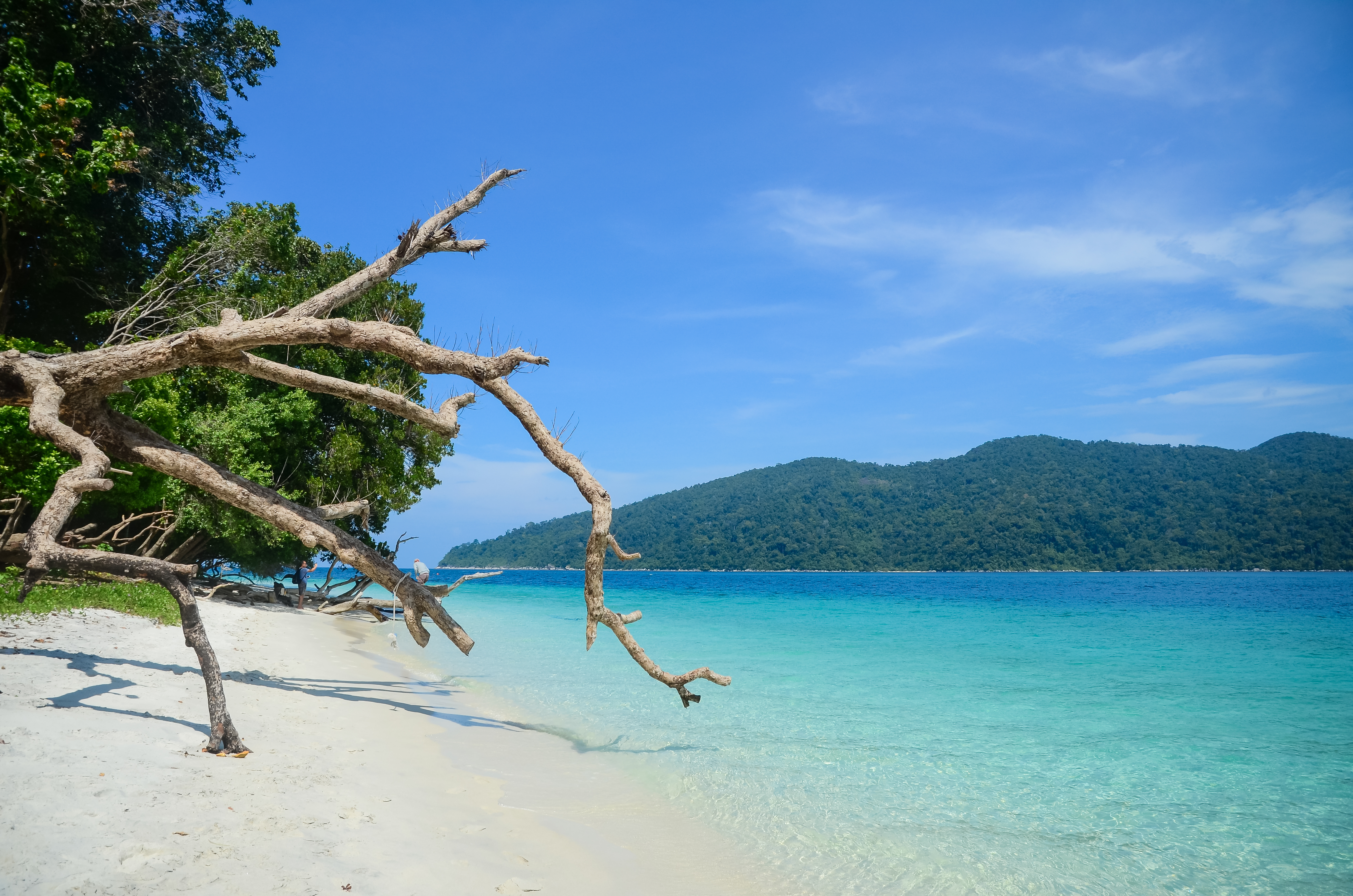
Plage de sable blanc de l'île de Tarutao.

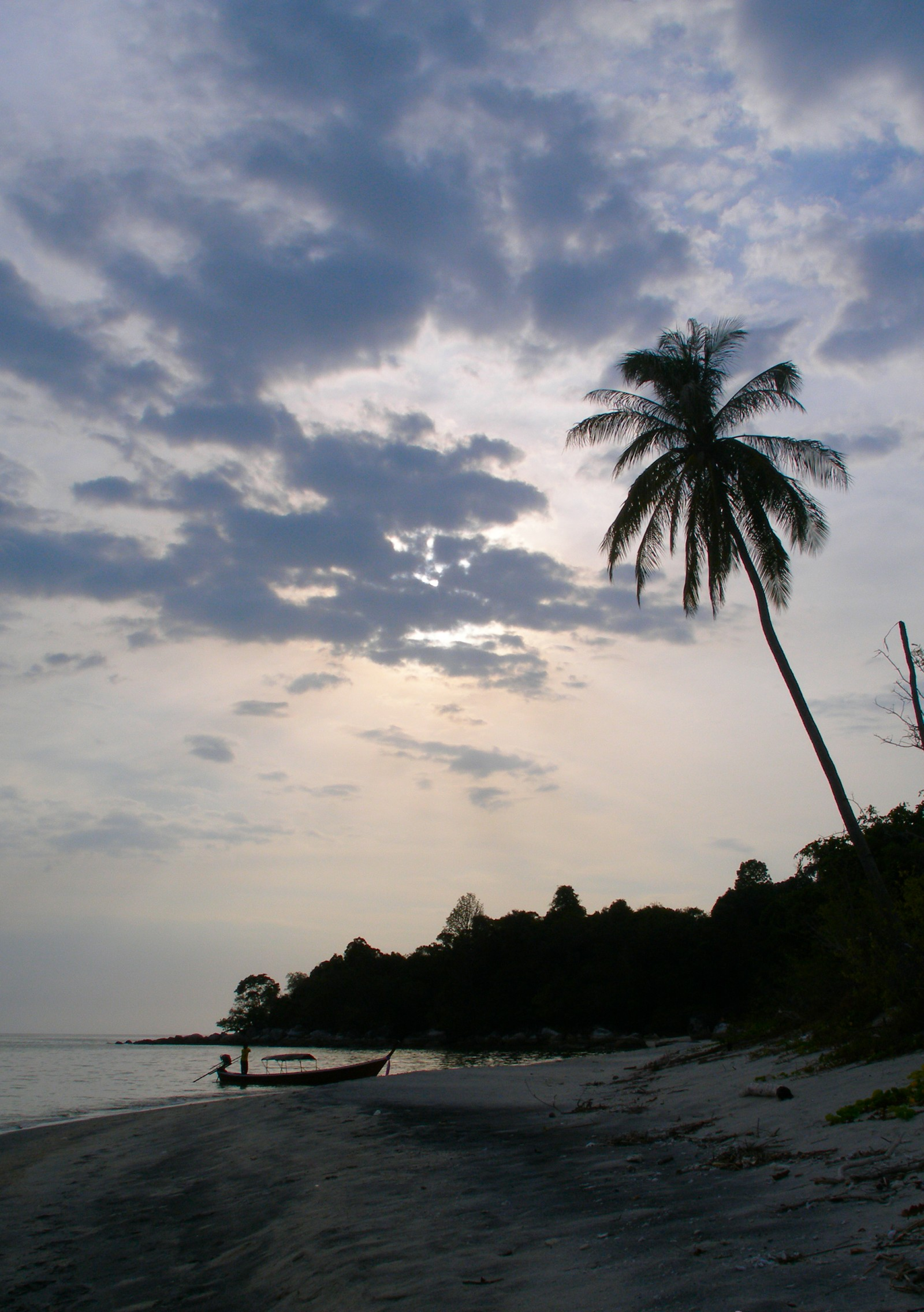
Coucher de soleil à ko Adang.

ko Adang (เกาะอาดัง, 30 km2) et ko Rawi (เกาะราวี, 28 km2) sont situées à 45 km à l'Ouest de ko Tarutao. Ce ne sont pas des îles calcaires, ce sont des îles granitiques.
Le sommet le plus élevé de ko Adang culmine à 703 m et le sommet le plus haut de ko Rawi est à 463 m d'altitude.
La forêt recouvre la quasi-totalité de ces deux îles.
Il y a aussi quelques îlots de 1 ou 2 km2 :
Les îlots ko Klang (เกาะกลาง), ko Khai (เกาะไข) et  ko Ta-Nga (เกาะตางาห์) se trouvent entre ko Tarutao et ko Adang / ko Rawi à environ 10 km à l'Ouest de ko Tarutao.
La toute petite île de ko Lipe (เกาะหลีเป๊ะ, 4 km2) ainsi que les îlots de ko Butang (ou ko Tong ou ko Dong; เกาะดง) et de ko Lek (เกาะเหล็ก) sont autour des îles de ko Adang / ko Rawi.

Et il reste encore 42 autres minuscules îlots à découvrir.

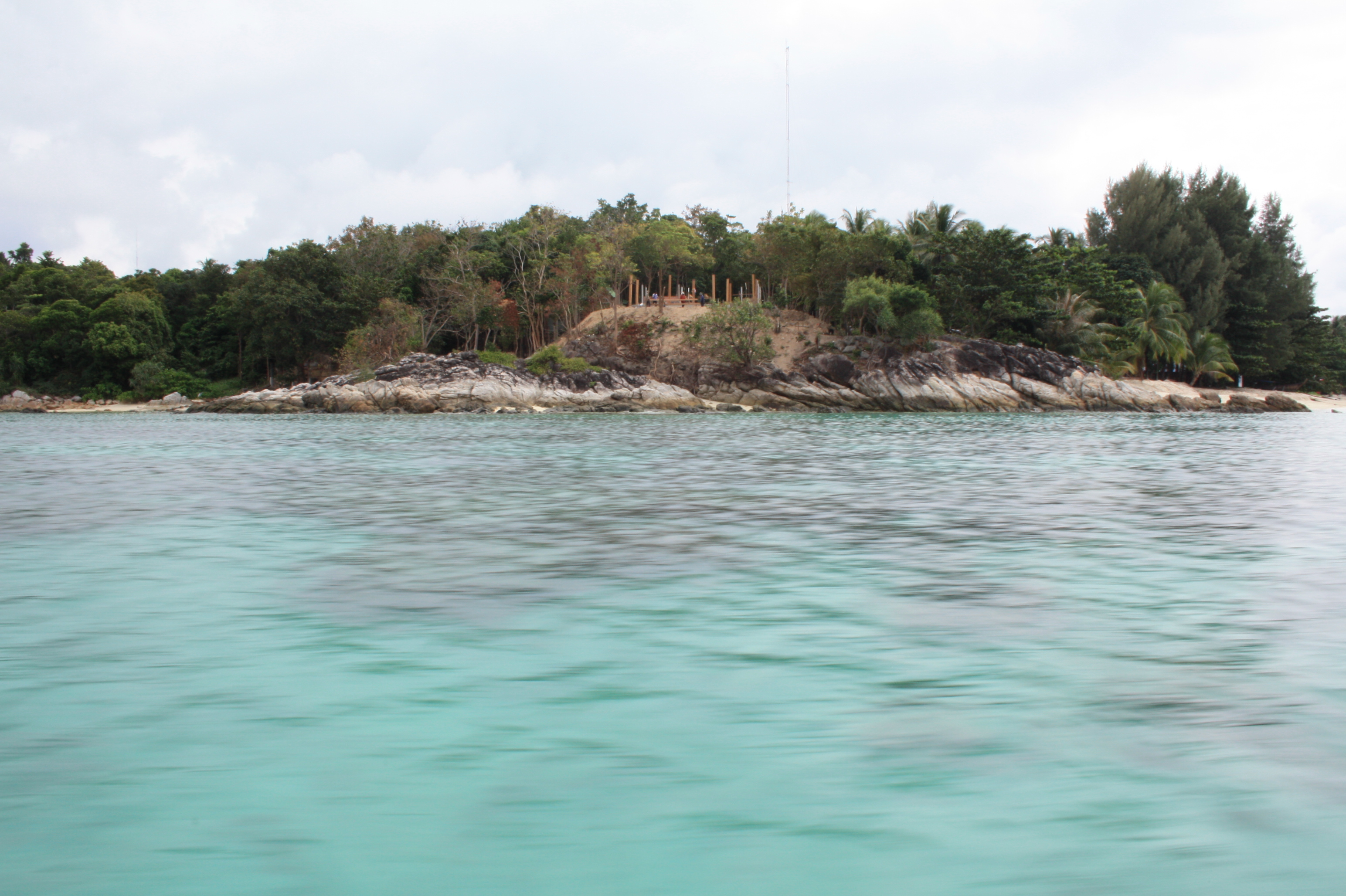
ko Lipe, le jour.
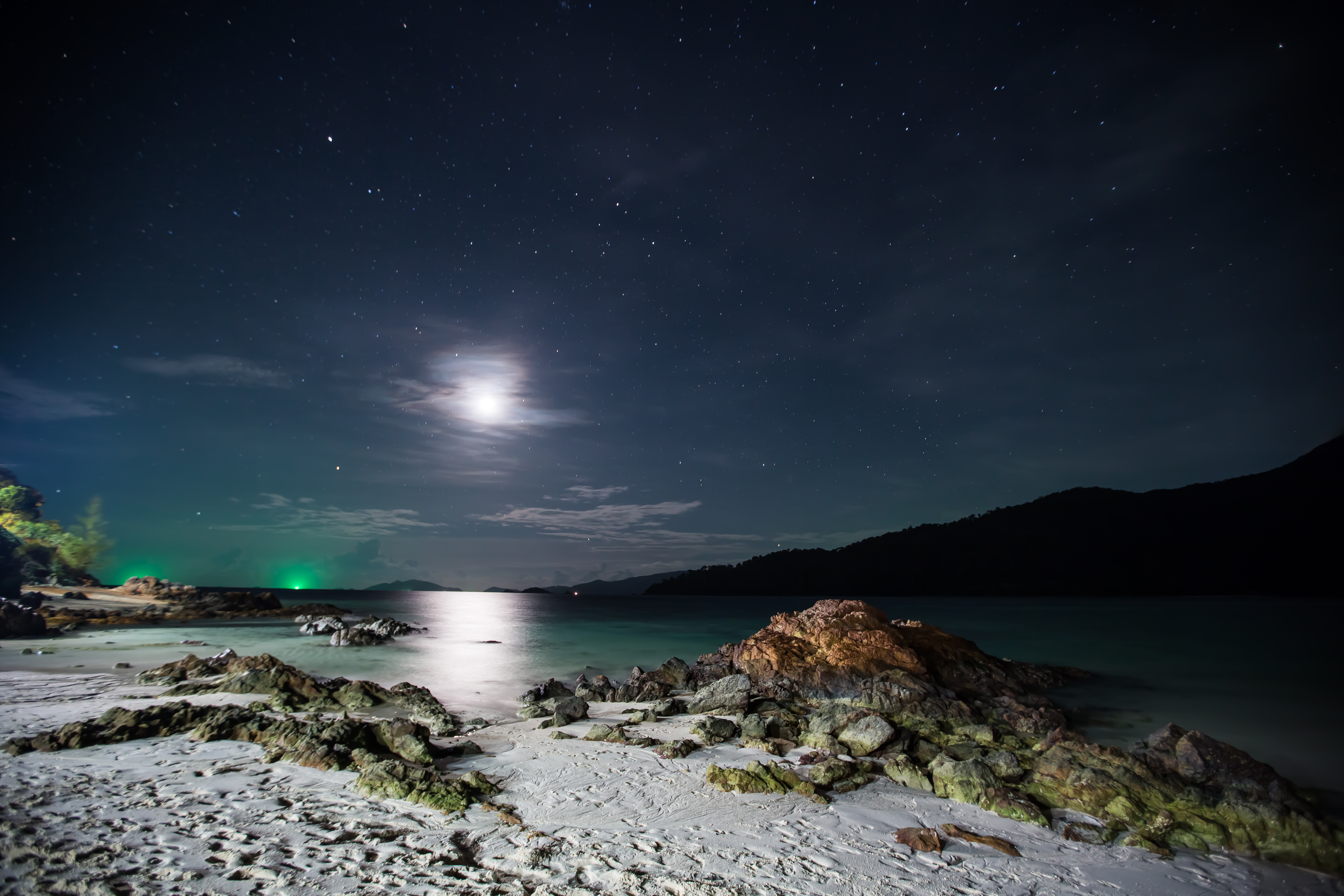
ko Lipe, la nuit.
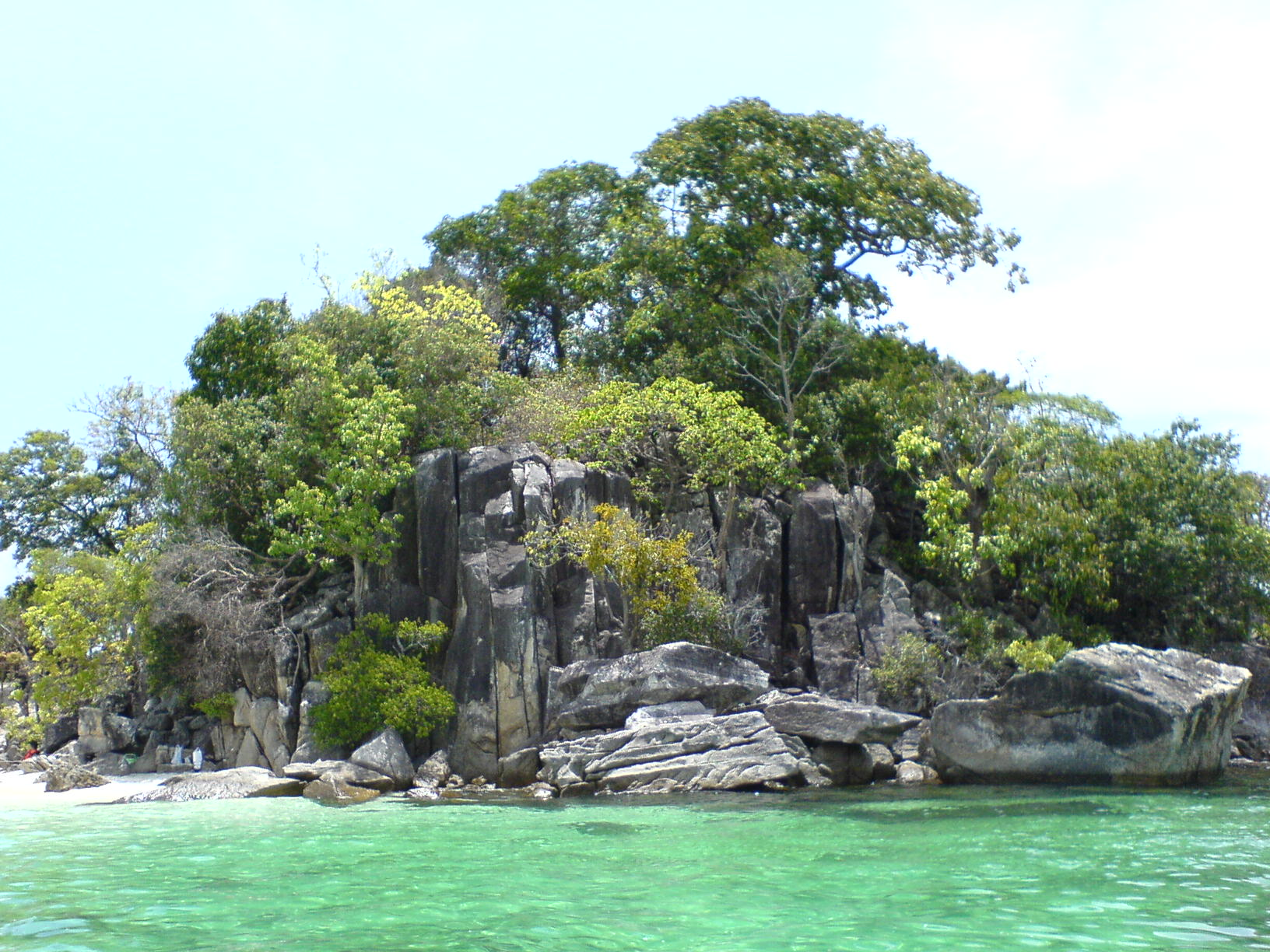
Minuscule îlot à côté de ko Samaung.
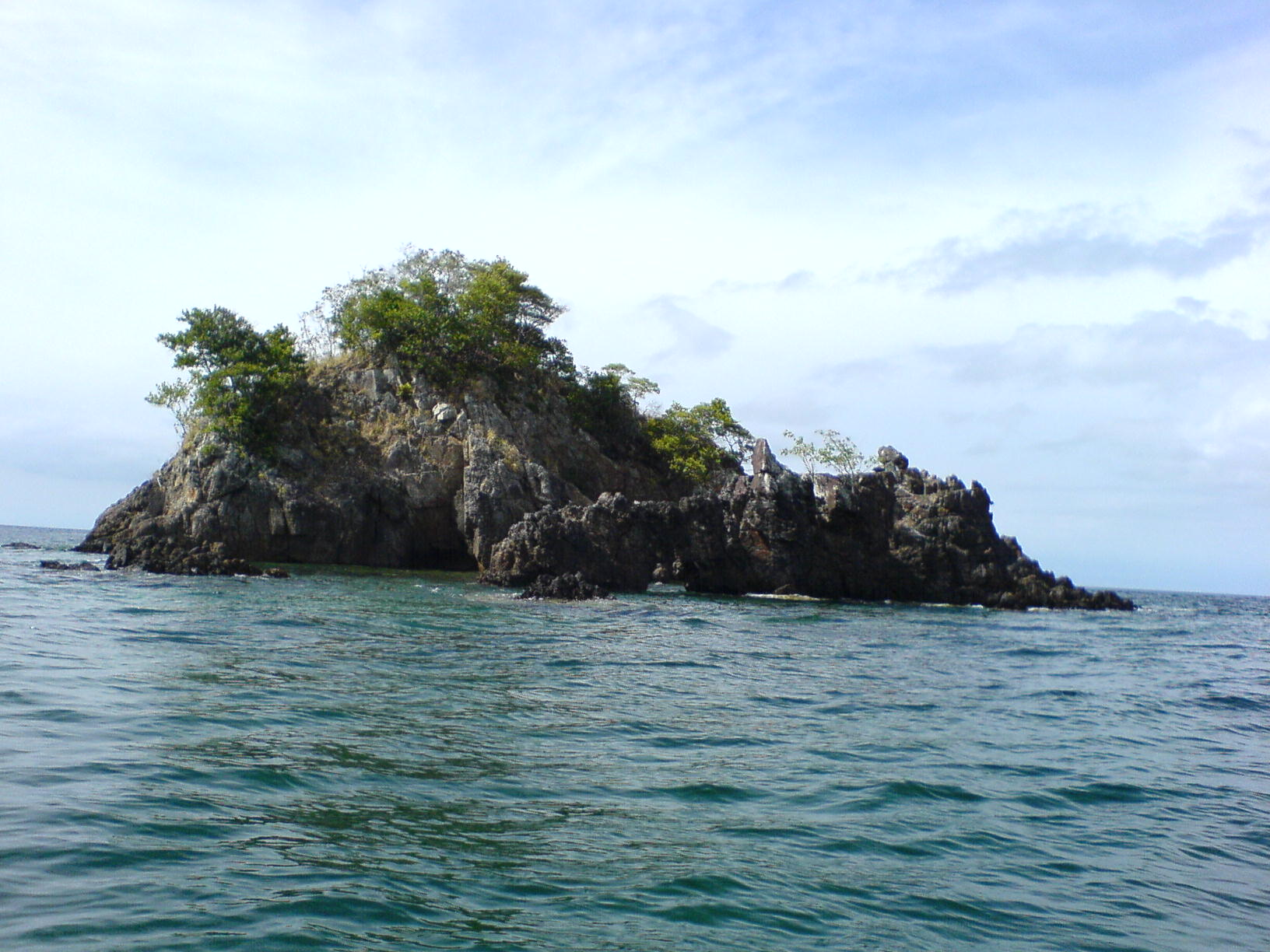
Minuscule îlot de ko Jabang.

## Flore
Les 51 îles du parc marin national de Tarutao abritent 6 types de forêts tropicales différentes et une flore très riches et variées composée de 860 espèces de plantes vasculaires.
Forêts décidues humides tropicales :
- Dipterocarpacées : arbres géants émergents hopea ferrea et hopea odorata...
- Palmiers : areca triandra, salacca wallichina ...
- Fougères : asplenium nidus ...
- Zingiberacées : plante herbacée à fleurs productrice d'huiles essentielles dont Zingiber ottensis, etc.

Forêts décidues humides mixtes des montagnes calcaires :
- Figuiers : arbre de l'intendance ou laurier de l'Inde (ficus microcarpa)...
- Moracées : streblus asper ...
- Palmiers : palmier à queue de poisson de Birmanie ...
- Zingiberacées : faux galanga (kaempferia marginata Carrey ou kaempferia galanga)...
- Asclepiadaceae : arbuste vivace à type de lianes dont sarcostemma viminale...
- Astéracées (Composées) : plante herbacée  lianescente appelée liane américaine (mikania micrantha)...
- Oxilidacées : plante herbacée à fleurs oxalide corniculée...
- Orchidées semi-terrestres Sabot de Vénus : Paphiopedilum niveum, etc.

Forêts des plages et des bords de mer :
- Myrtacées : arbre cajeput produisant une huile essentielle médicinale antiseptique utilisée aussi en parfumerie...
- Lécythidacées : barringtonia asiatica...
- Rubiacées : guettarda speciosa...
- Combetaceae : arbre fruitier terminalia catappa...
- Casuarinacées : filao...
- Malvacées : hibiscus tiliaceus, thespesia populnea...
- Goodéniacées : manioc marron bord de mer ou veloutier vert....
- Olacacées : ximenia americana (citron de mer)
- Cycadacées : cycas rumphii et cycas pectinata dont les feuilles ressemblent au palmier...
- Pandancées : pandanus tectorius ...
- Légumineuses (fabaceae ou leguminosae) : liane rampante haricot de plage...
- Convolvulacées : liane rampante ipomoea pes-caprae...
- Polypodiacées : fougère drynaria quercifolia...
- Amaryllidacées : bulbe crinum asiaticum, etc.

Forêts marécageuses :
- arbre barringtonia acutangula ...
- plantes herbacées lepironia articulata, limnophila aromatica, xyris indica, pontederia vaginalis, liseron d'eau...

Mangroves :
- Rhizophoracées : palétuviers bruguiera gymnorhiza, ceriops decandra, rhizophora mucronata...
- Acanthacées : palétuvier avicennia alba et petit buisson acanthus ebracteatus...
- Sonneratiaceae : arbre sonneratia caseolaris...
- Euphorbiacées : arbre excoecaria agallocha...
- Méliacées : arbre xylocarpus granatum...
- Légumineuses (fabaceae ou leguminosae) : arbres de fer intsia bijuga et intsia palembanica...
- Areacées : palmier nypa (nypa fruticans)...
- Verbénacées : arbuste clerodendrum inerme...
- Astéracées (ou composées) : buisson de fleurs pluchea indica...
- Combretaceae : liane vermifuge caractère des hommes...
- Flagellariacées : liane pérenne flagellaria indica, etc.

Forêts secondaires tropicales :
- Théacées : schima wallichii...
- Apocynacées : alstonia macrophylla...
- Bignoniacées : oroxylum indicum...
- Lamiacées ou labiacées : vitex pinnata...
- Astéracées : buisson d'herbe du Laos...
- Légumineuses (fabacea ou léguminosae) : plante grimpante pois mascate, etc.

## Faune
Le parc marin national de Tarutao recense dans son parc près de 200 espèces remarquables.
Dans les îles, il y a une trentaine d'espèces de mammifères, plus d'une centaine d'espèces d'oiseaux, une bonne vingtaine d'espèces de reptiles, une dizaine d'espèces d'amphibiens, de nombreux poissons d'eau douce et d'innombrables insectes et araignées.
Autour des îles, dans la mer, il y a de très nombreuses espèces d'animaux marins.

### Faune terrestre

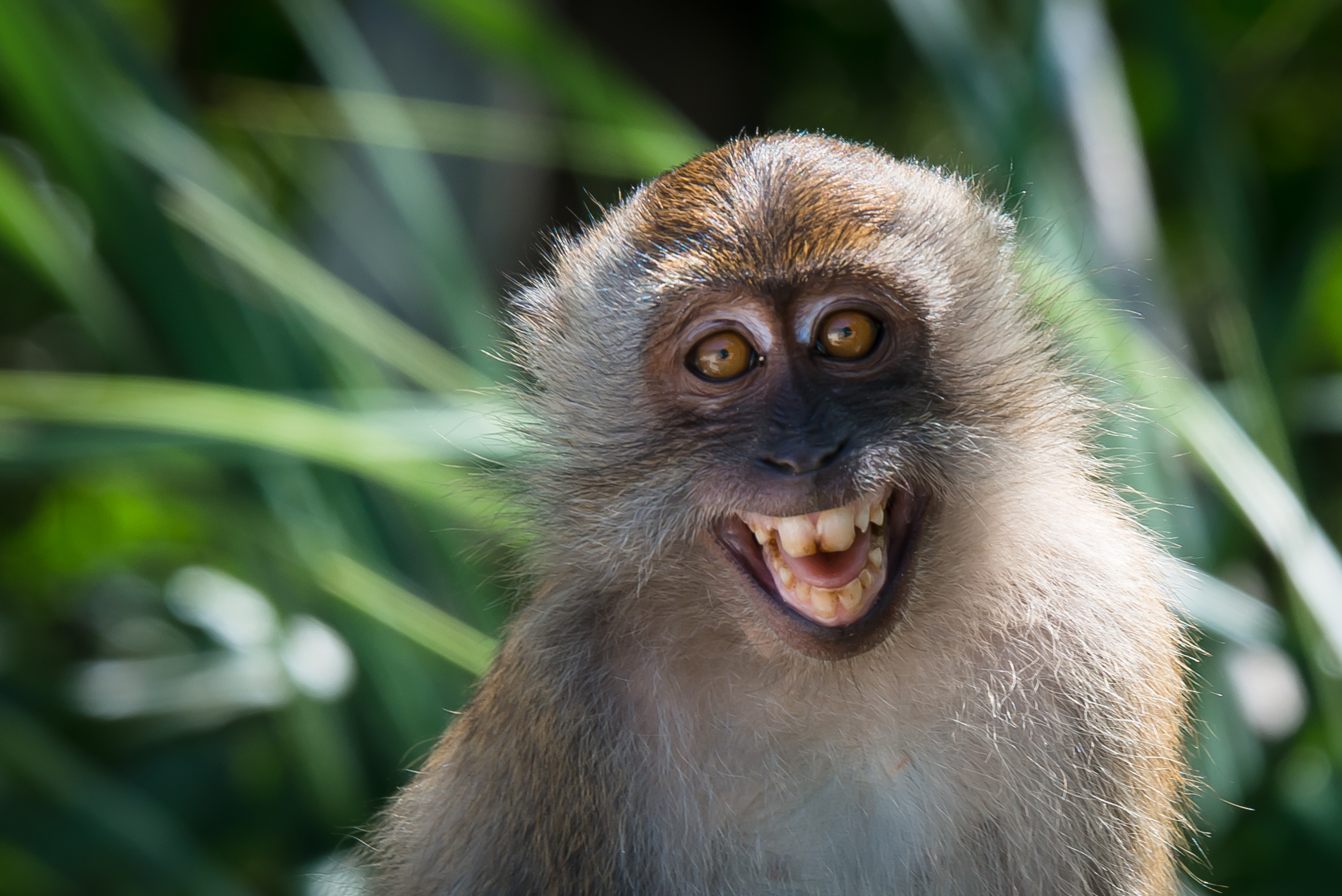
Macaque crabier

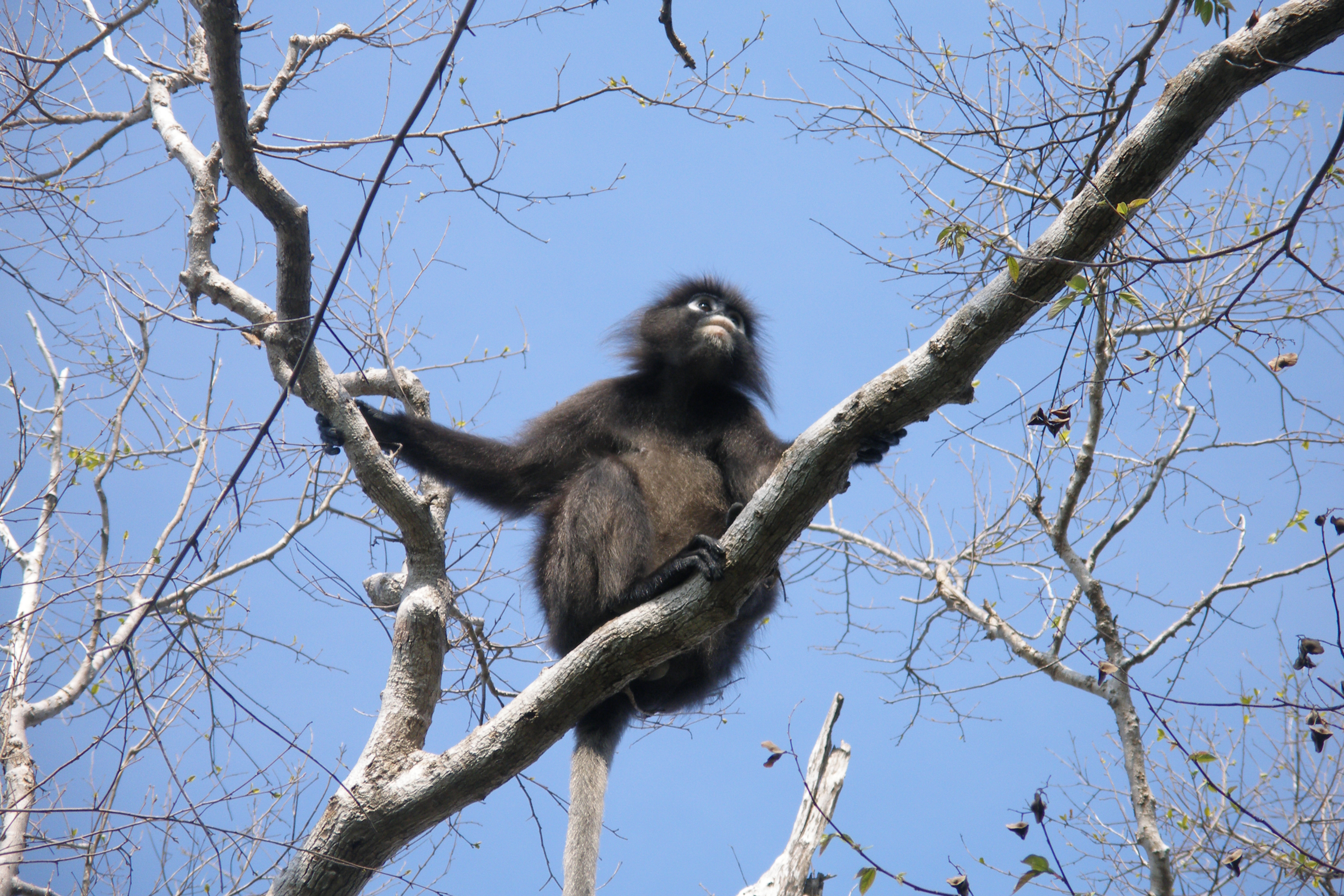
Semnopithèque obscur

On peut voir dans les forêts des îles et îlots quelque 30 espèces de mammifères dont :
- des macaques crabiers, des semnopithèques obscurs, des loris lents et des lémurs volants galéopithèques de Temminck ;
- des chats-pêcheurs, des civettes palmistes hermaphrodites et des loutres à pelage lisse ;
- des écureuils callosciurus caniceps, des écureuils géants orientaux, des écureuils rayés de l'Himalaya et des rats noirs ;
- des petits cerfs-souris kanchil et des grands cerfs-souris napu ainsi que des cochons sauvages ;
- et aussi des chauves-souris pteropus hypomelanus.

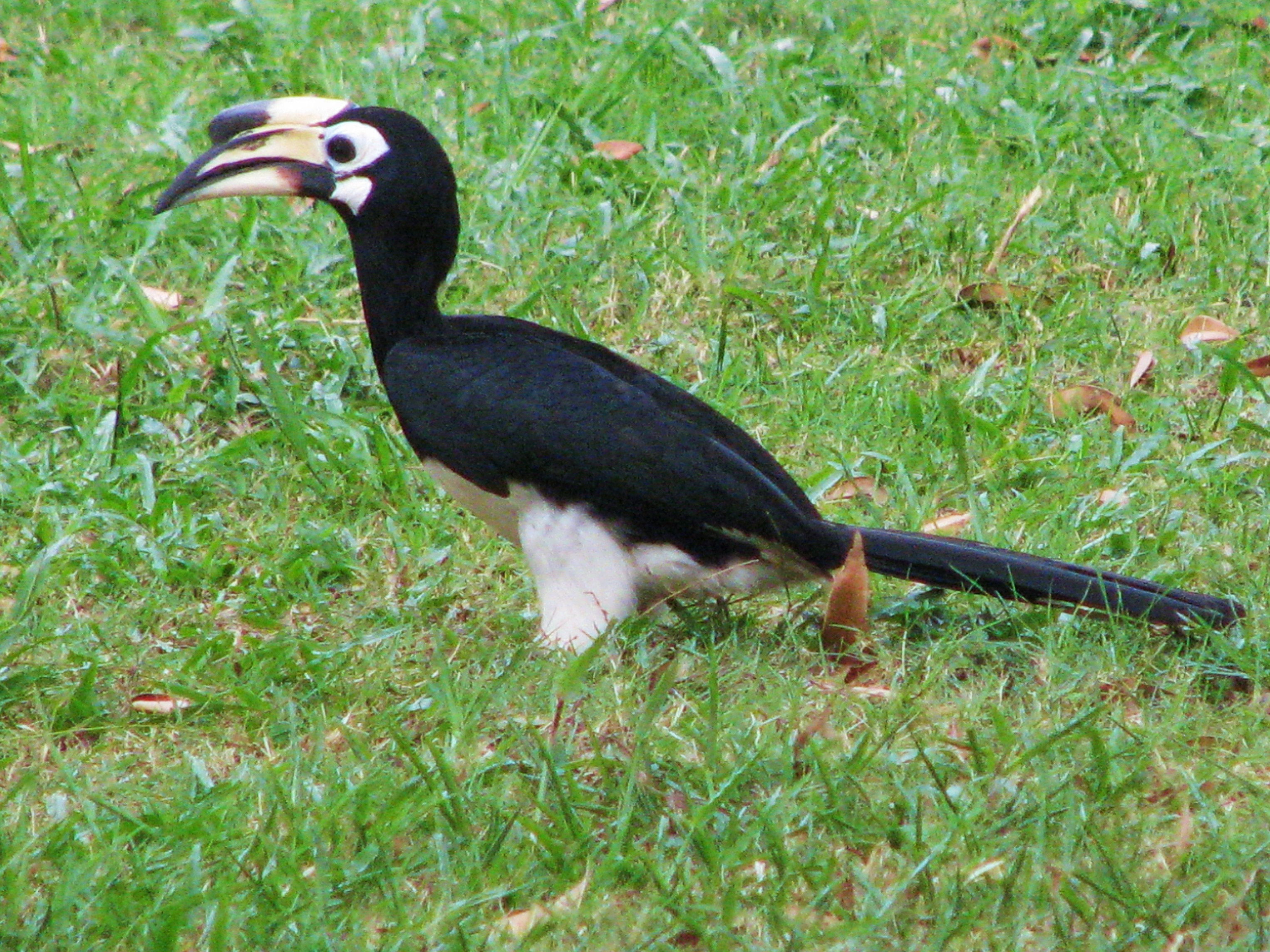
Calao pie

On peut observer sur les plages, dans les mangroves et dans les forêts près de 140 espèces d'oiseaux :
- des passereaux corbeau à gros bec et corbeau familier, gobemouche azuré, loriot de Chine, martin forestier, martin triste et merle bronzé de Panay, moineau friquet, petit iora et iora émeraude ... ;
- des échassiers crabiers chinois et crabiers malais, aigrettes sacrées, bihoreaux malais et bihoreaux gris ;
- des rapaces diurnes balbuzards pêcheurs, éperviers du Japon, élanions blancs, pygargues nains, pygargues à tête grise et pygargues blagres, milans sacrés, bondrées orientales ; râles à poitrine blanche ;
- des pigeons et apparentés nicobars à camail, carpophages pauline, carpophages à manteau brun et carpophages blancs, géopélies zébrées, tourterelles tigrines, colombars à double collier, colombars à gros bec et colombars giouannes ;
- des calaos pie, calaos festonnés et calaos bicornes, etc.

Il y a de multiples lézards :
- des geckos cyrtodactylus astrum et cirtodactylus macrotuberculatus, cnemaspis adangrawi et cnemaspis tarutaonsis, geckos asiatiques et hemidactylus platyurus, gehyra mutilata, hemiphyllodactylus typus, geckos tokay ;
- des agames calotes emma et leiolepis belliana ;
- des sauriens eutropis multifasciata et dasia olivacea ;
- des varans nébuleux et des varans malais.

Il y a aussi des serpents : bongares candides ; cobras royaux ; chrysopelea paradisi ; lycodon capucinus et lycodon subannulatus ; serpents verts aux yeux de chat ; pythons réticulés ; enhydris enhydris ; indotyphlops braminus.
Et la tortue aquatique dogania subplana.
On aperçoit des amphibiens : kaloula baleata et grenouilles peintes de Malaisie ; polypedates leucomystax ; fejervarya cancrivora ; limnonectes blythii, limnonectes hascheanus et limnonectes macrognathus ; chalcorana eschatia et hylarana erythraea ; crapauds masqués ; ingerophrynus parvus ; phrynoidis aspera.
Dans les cours d'eau, il y a des poissons d'eau douce : danios, rasboras tornieri, toxotes chatareus, aplocheilus panchax, silures grenouilles et poissons-chats clarias nieuhoffii, anabas testudineus, channa striata, têtes-de-serpent, trichopsis vittata, anguilles bicolores. Et aussi des crevettes géantes d'eau douce.
La faune terrestre incluses bien sûr de très nombreux insectes dont environ 50 espèces de papillons et des araignées.

### Faune marine
Le fond de la mer d'Andaman est tapis de coraux, de gorgones, d'anémones de mer, d'éponges et d'ascidies .
On y voit :
- des échinodermes : étoiles de mer, couronnes d'épines, des ophiuroidea, des oursins-diadème de l'Indo-Pacifique et des oursins-diadème de Savigny ...
- des crustacés : crevettes blanches des Indes, crevettes géantes tigrées, crevettes-mantes, crevettes Jinga (Metapenaeus affinis), cigales de mer thenus orientalis, langoustes, crabes fantômes et crabes violonistes, des bernard-l'hermite ...
- des coquillages, mollusques gastéropodes : cauris, murex géants, cônes ...
- des coquillages, mollusques bivalves : palourdes ruditapes philippinarum, anadara granosa, bénitiers, couteau (pharella javanica), moules vertes d'Asie (perna viridis) ...
- des mollusques céphalopodes : seiches, calmars ...

Il y a aussi des poissons très abondants trop souvent sur-pêchés par les thaïlandais :
- des poissons pélagiques : anchois (stolephorus), maquereaux trapus et maquereaux des Indes (rastrelliger brachysoma et rastrelliger kanagurta), sardinelles, carangues (decapterus, pêche-cavale...), thon mignon, thonine orientale...
- et des poissons démersaux : beauclaire priancanthus tayenus, nemipterus hexodon...

mais on peut surtout admirer des poissons très colorés aux noms qui laissent songeurs et éveillent la curiosité :
raie pastenague à points bleus et raie manta ; poisson clown rouge et poisson clown à trois bandes ; bourse écriture ; poisson-grenouille géant et poisson-grenouille peint ; poisson-ballon griffonné et poisson-ballon à taches noires ; poisson-cocher ; sélar à bande dorée et sélar queue jaune ; poisson-trompette ; baliste titan ; poisson-papillon à huit bandes ; ptérois zèbre et rascasse volante (pterois volitans) ; poisson porc-épic ; mérou patate ; pégase ; murène léopard, murène à tête jaune et murène géante ; labre échiquier ; poisson coffre jaune ; platax à longues nageoires ; Poisson-ange empereur ; faux poisson pierre (scorpaenopsis diabolus ou poisson-scorpion diable) et  poisson-scorpion à houppe (scorpaenopsis oxycephale) ; barracuda queue jaune (sphyraena flavicauda) et barracuda à nageoires noires (sphyraena qenie) ; requin chien de mer de corail , requin zèbre et requin épée et requin-baleine ; zangle cornu ...
Enfin, on peut rencontrer parfois des tortues marines : tortue verte, tortue imbriquée, tortue luth et tortue olivâtre ;
et aussi les rares mammifères marins : grand dauphin et grand dauphin de l'océan indien, baleine, dugong...

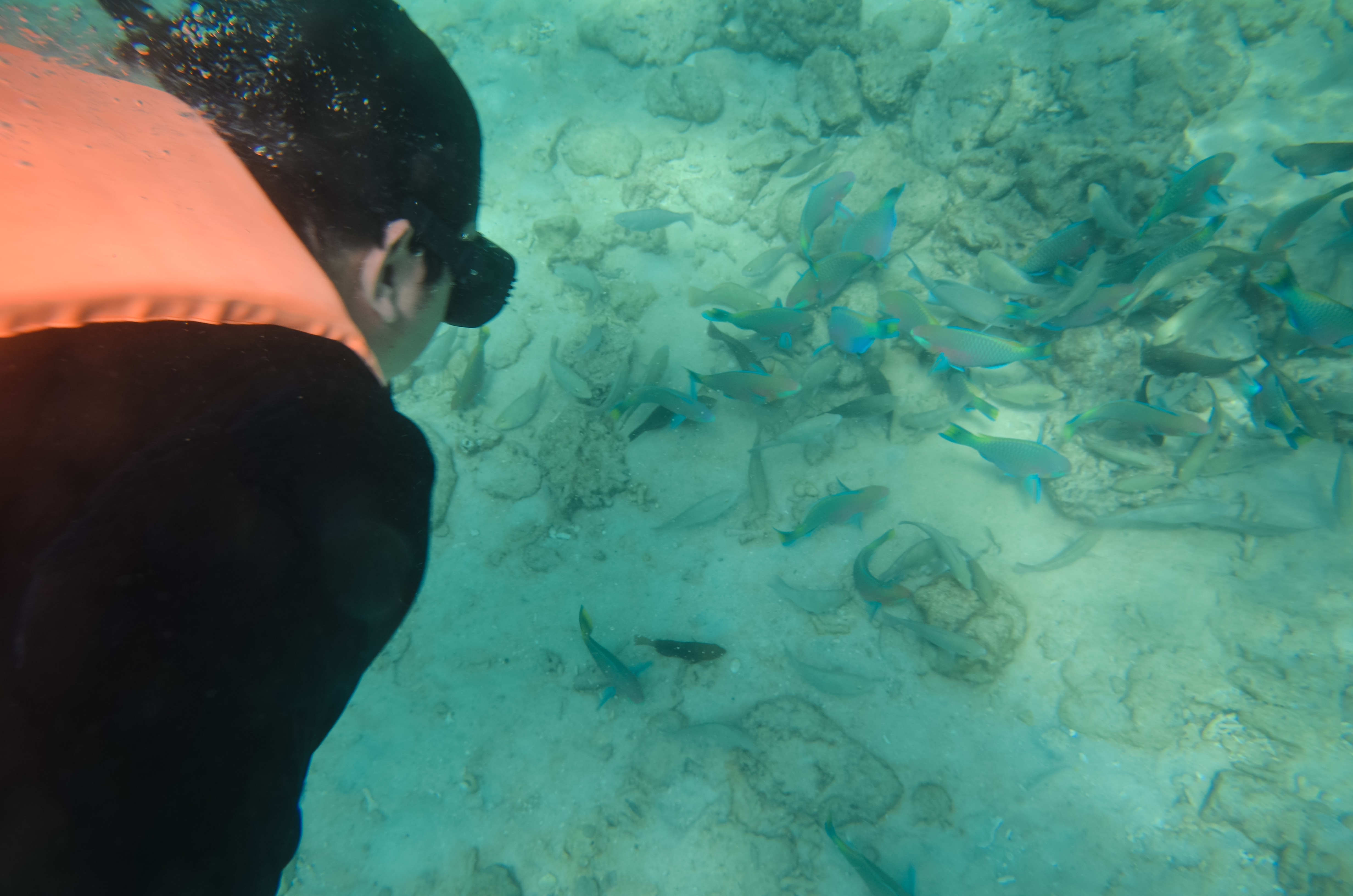
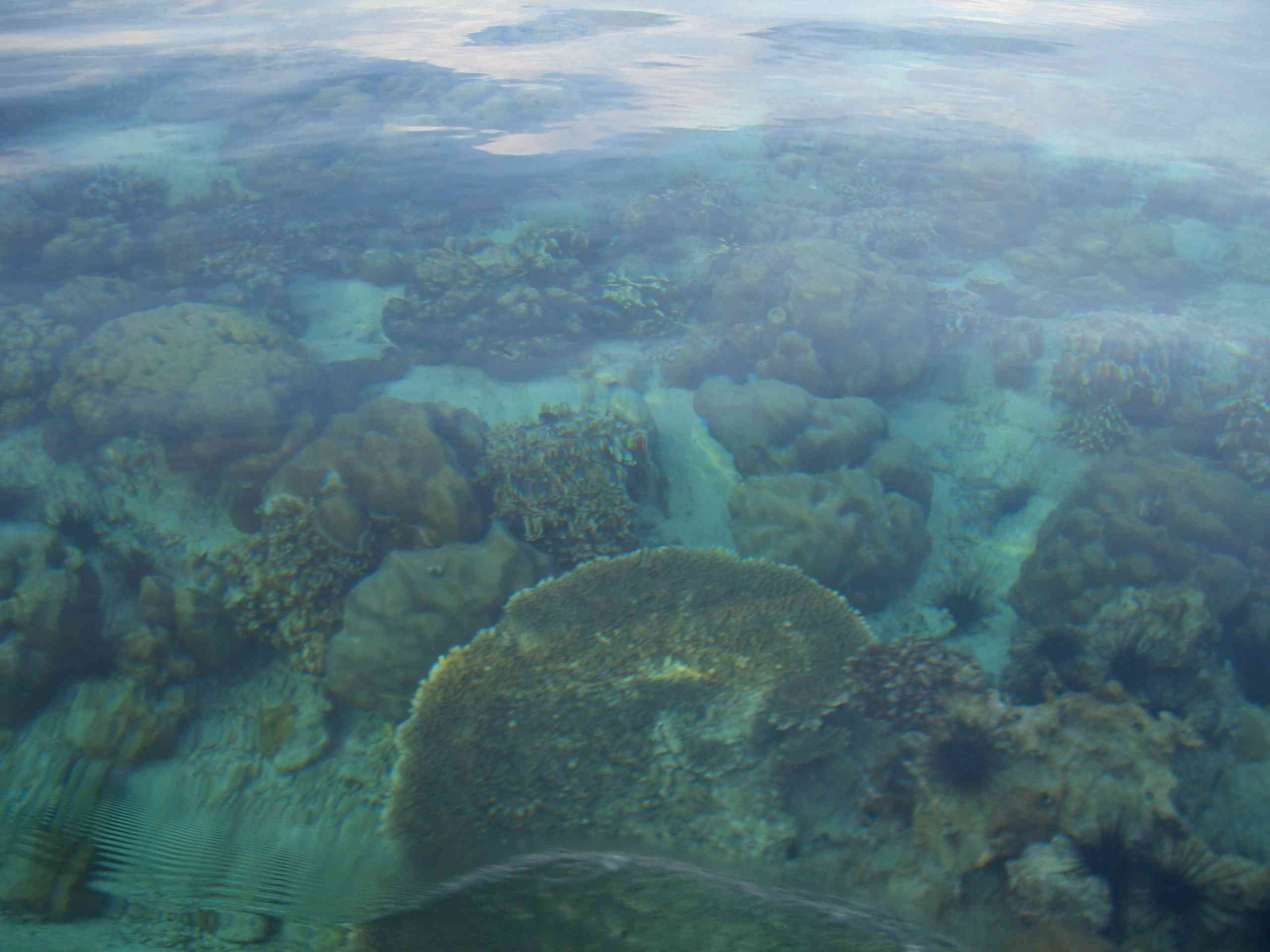
Coraux
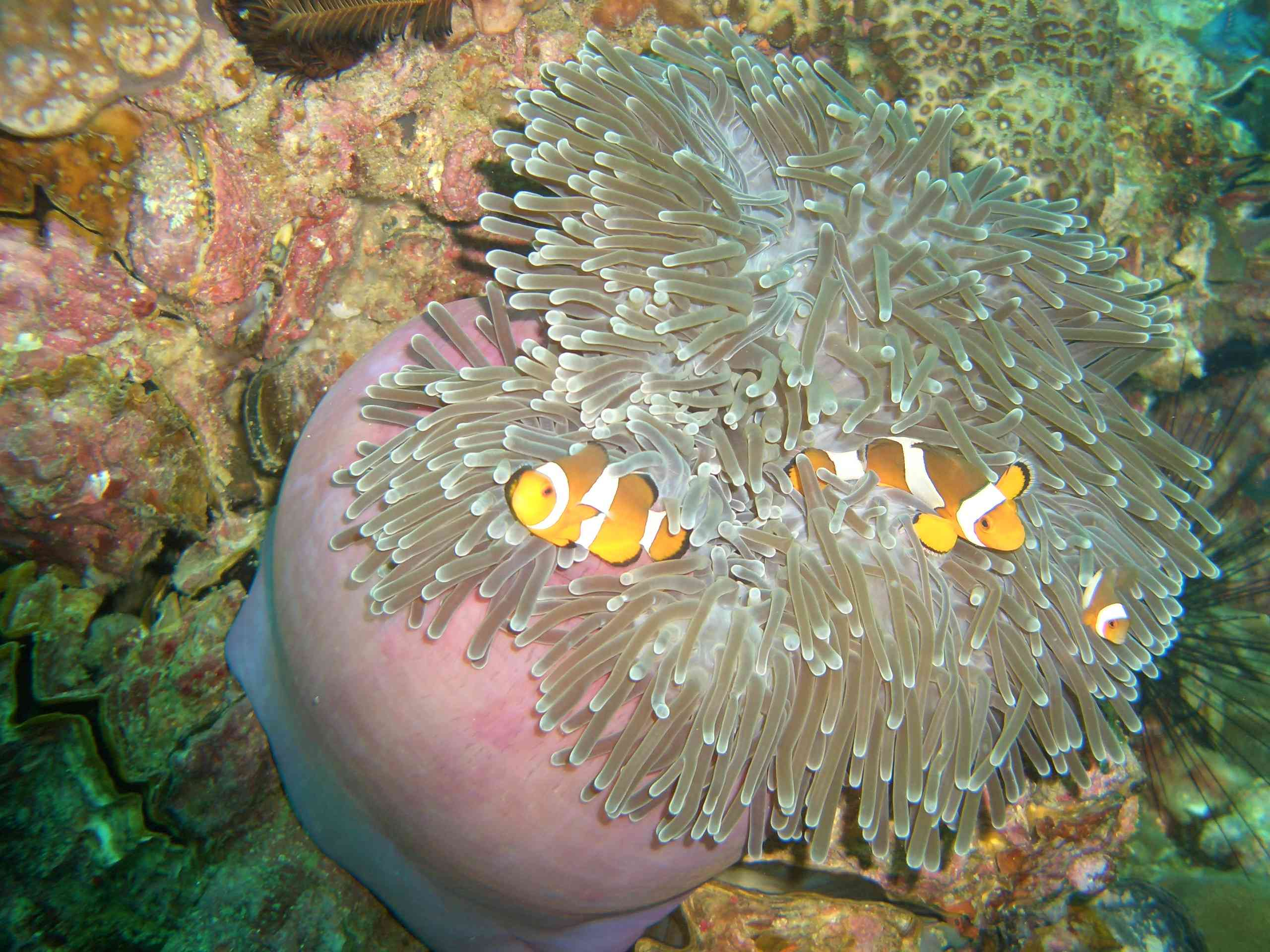
Famille de trois poissons-clowns vivant dans une anémone magnifique

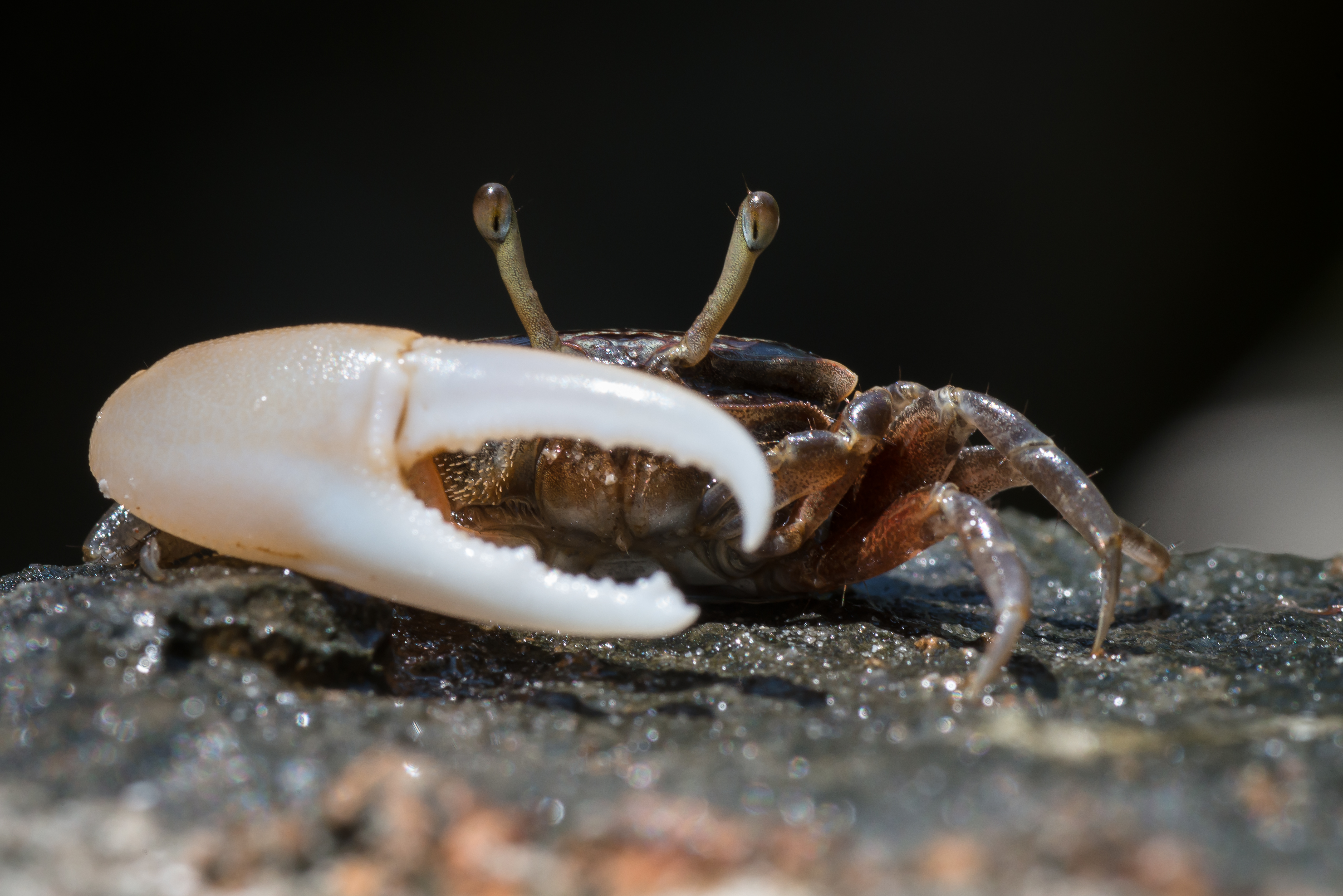
Crabe violoniste

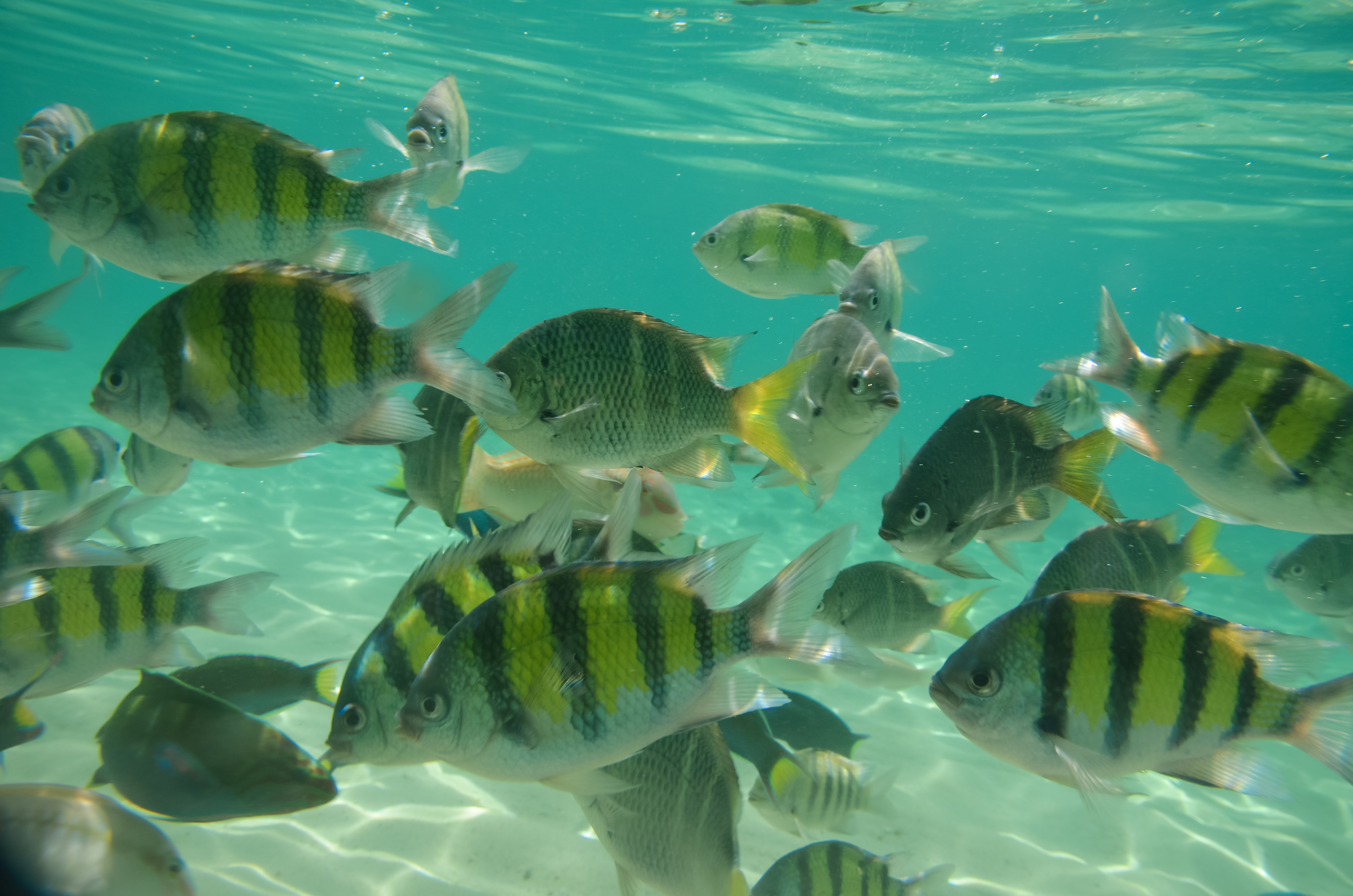
Poissons à découvrir
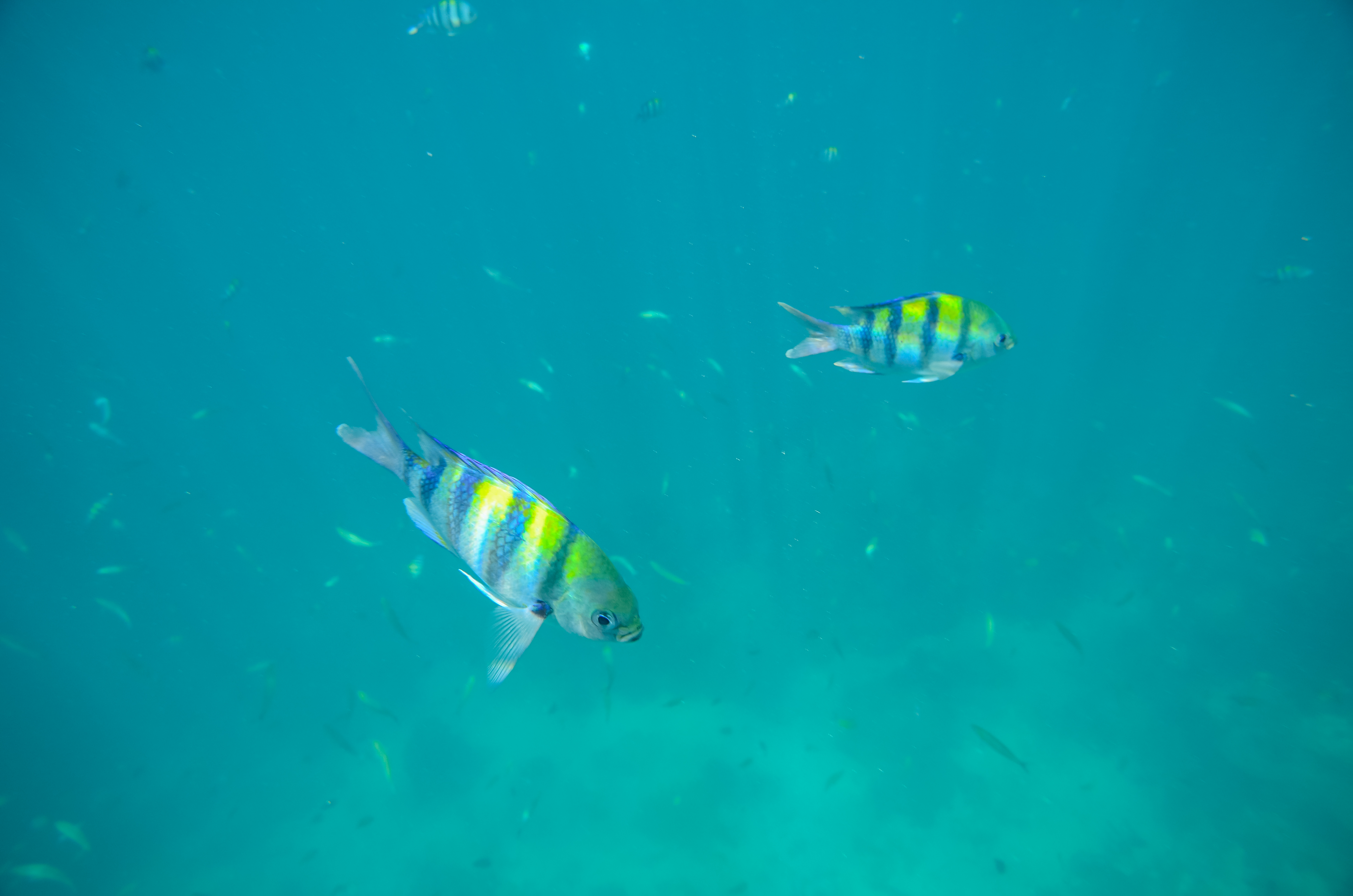